# Щиток Крюгера
Щиток Крюгера, также предкрылок Крюгера — элемент механизации передней части крыла самолёта. Служит для улучшения характеристик на посадке, в частности, для снижения посадочной скорости. Обеспечивает предотвращение корневого срыва. Как и предкрылок, также увеличивает подъёмную силу крыла на больших углах атаки.
По конструкции проще предкрылка, выдвигается и отклоняется с нижней поверхности крыла. Форма носовой части обеспечивает более благоприятное обтекание. Щитки Крюгера выполняются со щелями и без щелей.
Щиток устанавливается в определённом фиксированном положении относительно крыла и выдвигается в рабочее положение на больших углах атаки, образуя щель. Поскольку на верхней поверхности крыла разрежение, то поток с нижней поверхности крыла устремляется в щель и выходит из неё с большой скоростью, сдвигая точку отрыва пограничного слоя ближе к задней кромке профиля крыла, тем самым отодвигая срыв потока на больший угол атаки. Таким образом, увеличивая критический угол сваливания.
Будучи более простыми в конструкции, чем предкрылки, щитки Крюгера в то же время менее эффективны. Их используют в сочетании с предкрылками: в корневой части крыла устанавливаются Щиток Крюгера, а на консольной части — предкрылки.
Изобретение щитка принадлежит немецкому инженеру Вернеру Крюгеру (Werner Krüger), в 1943 году он испытывал его влияние в аэродинамической трубе в Гёттингене. Одно из первых применений было на самолёте Boeing 707